# 聖巴多羅買堂 (布萊頓)
圣巴多罗买堂（英語：St Bartholomew's Church）是英国布萊頓的一座圣公会教堂，獻給圣巴多罗买。教堂是哥特复兴风格的红砖建筑，位于安妮街的斜坡，介于布萊頓火车站和A23公路之间，毗邻新英格兰区。1873年，由阿瑟·瓦格纳设计，长170英尺（52），宽58英尺（18），高135英尺（41）。其高度超过西敏寺，是英国最高的牧区教堂，在该市的许多地方都可见到。